# Episodi de La casa nella prateria (sesta stagione)
La sesta stagione della serie televisiva La casa nella prateria è stata trasmessa dalla NBC dal 17 settembre 1979 al 12 maggio 1980.
Laura incontra Almanzo Wilder. Mary perde suo figlio nell'incendio della scuola per ciechi, causato accidentalmente dal fratello Albert. A fine stagione Nellie si sposa.
| nº      | Titolo originale                       | Titolo italiano               | Prima TV USA      | Prima TV Italia |
| ------- | -------------------------------------- | ----------------------------- | ----------------- | --------------- |
| 1       | Back to School: Part 1                 | Ritorno a scuola - 1 parte    | 17 settembre 1979 |                 |
| 2       | Back to School: Part 2                 | Ritorno a scuola - 2 parte    | 24 settembre 1979 |                 |
| 3       | The Family Tree                        | L'albero genealogico          | 1º ottobre 1979   |                 |
| 4       | The Third Miracle                      | Il miracolo                   | 8 ottobre 1979    |                 |
| 5       | Annabelle                              | La donna cannone              | 15 ottobre 1979   |                 |
| 6       | The Preacher Takes a Wife              | Una dolce compagna            | 22 ottobre 1979   |                 |
| 7       | The Halloween Dream                    | Il sogno di Albert            | 29 ottobre 1979   |                 |
| 8       | The Return of Mr. Edwards              | L'amicizia può fare miracoli  | 5 novembre 1979   |                 |
| 9       | The King Is Dead                       | Il re è morto                 | 12 novembre 1979  |                 |
| Special | The Little House Years                 | Gli anni della piccola casa   | 15 novembre 1979  |                 |
| 10      | The Faith Healer                       | Il guaritore                  | 19 novembre 1979  |                 |
| 11      | Author! Author!                        | Ricordi del nonno             | 26 novembre 1979  |                 |
| 12      | Crossed Connections                    | Contatti incrociati           | 10 dicembre 1979  |                 |
| 13      | The Angry Heart                        | Cuore di pietra               | 17 dicembre 1979  |                 |
| 14      | The Werewolf of Walnut Grove           | Un allievo troppo cresciuto   | 7 gennaio 1980    |                 |
| 15      | Whatever Happened to the Class of '56? | Vecchi compagni di scuola     | 14 gennaio 1980   |                 |
| 16      | Darkness Is My Friend                  | Gli evasi                     | 21 gennaio 1980   |                 |
| 17      | Silent Promises                        | Una dura lezione              | 28 gennaio 1980   |                 |
| 18      | May We Make Them Proud: Part 1         | La vita continua - parte 1    | 4 febbraio 1980   |                 |
| 19      | May We Make Them Proud: Part 2         | La vita continua - parte 2    | 4 febbraio 1980   |                 |
| 20      | Wilder and Wilder                      | Finalmente a casa             | 11 febbraio 1980  |                 |
| 21      | Second Spring                          | La seconda primavera          | 18 febbraio 1980  |                 |
| 22      | Sweet Sixteen                          | I dolci 16 anni               | 25 febbraio 1980  |                 |
| 23      | He Loves Me, He Loves Me Not: Part 1   | Amarsi non è facile - parte 1 | 5 maggio 1980     |                 |
| 24      | He Loves Me, He Loves Me Not: Part 2   | Amarsi non è facile - parte 2 | 12 maggio 1980    |                 |

Cast regolare:

Michael Landon (Charles Ingalls)
Karen Grassle (Caroline Quiner Ingalls)
Melissa Gilbert (Laura Ingalls)
Matthew Laborteaux (Albert Quinn Ingalls)
Melissa Sue Anderson (Mary Ingalls Kendall)
Lindsay e Sidney Greenbush (Carrie Ingalls)

## Ritorno a scuola
- Titolo originale: Back to School
- Diretto da: Michael Landon
- Scritto da: Michael Landon

### Trama
Episodio in due parti.
Parte 1: Inizia un nuovo anno scolastico e Albert si veste elegante per far colpo sulla nuova maestra, ma rimarrà deluso dal suo aspetto: l'insegnante, Eliza Jane Wilder, è piuttosto bruttina, ma ha un fratello avvenente che fa innamorare Laura a prima vista. È un incontro fondamentale per la vita della ragazza: Almanzo Wilder, come specifica la voce narrante della stessa Laura, dopo qualche anno sarebbe diventato suo marito.
Nel frattempo Nellie si è diplomata sostenendo l'esame privatamente e la signora Oleson le regala un albergo-ristorante, senza pensare che la figlia non ha alcuna voglia di cucinare. Quando Charles si ferisce al mulino, Caroline decide di proporsi alla Oleson come cuoca e viene assunta a condizione di mantenere libera la domenica. Harriet inizia a cercare un marito per Nellie e dopo aver adocchiato Almanzo, lo invita a cena domenica sera, promettendogli il suo piatto preferito, il pollo alla cannella, che guarda caso dice essere proprio la specialità di Nellie. Dopo aver chiesto inutilmente aiuto a Caroline, sarà Laura, subdolamente, a proporsi gratuitamente come cuoca per la cena: il pepe di Cayenna prenderà il posto della cannella, rendendo immangiabile il piatto e rovinando la serata al primo boccone.
Parte 2: Caroline obbliga Laura a chiedere scusa a Nellie e ad Almanzo, mentre Charles non accetta che sua figlia si reputi una donna e non voglia più essere chiamata "scricciolo". Quando Laura si paragona a Mary e dice al padre che anche lei aspira a fare la maestra, Charles le risponde che fin quando non prenderà il diploma e non supererà l'esame da insegnante, per lui sarà ancora una bambina. Laura decide di sostenere subito l'esame e chiede in prestito i libri a Nellie, che approfitta della situazione e decide di vendicarsi dicendole di non studiare la storia. Ovviamente l'esame si rivela un fallimento e l'ennesimo scontro fra le due ragazze culmina in una lotta nel fango. Sarà proprio Almanzo a dividerle e a portare Laura a casa sua per farla asciugare. Nel frattempo Nellie torna al ristorante e dice a Charles che è stata picchiata da Laura perché l'ha vista baciare Almanzo. Charles allora si precipita a casa Wilder e trova Laura con indosso solo una vestaglia. L'uomo si scaglia contro Almanzo che incassa due pugni senza sapere perché.

## L'albero genealogico
- Titolo originale: The Family Tree
- Diretto da: William F. Claxton
- Scritto da: Vince Gutierrez

### Trama
La signorina Wilder assegna ai ragazzi, come compito a casa, il disegno del proprio albero genealogico. Albert viene deriso dai suoi compagni di scuola e da Nellie perché, pur facendosi chiamare Ingalls, non è stato adottato regolarmente da Charles. Credendo di rimediare a questa mancanza, vengono avviate le pratiche per l'adozione e questo farà scoprire il padre biologico di Albert, che pretenderà di riavere indietro il bambino solo per farne un bracciante. Al momento dell'incontro fra i due, un abile trucco farà cambiare le cose. Nels nel frattempo cerca di installare un nuovo WC all'interno della casa, ma la noncuranza di Harriet dà luogo ad un paio di comiche situazioni.
- Guest Star: Michael Pataki (Jeremy Quinn), John Zaremba (giudice Adams), Noni White (segretaria del giudice)

## Il miracolo
- Titolo originale: The Third Miracle
- Diretto da: Michael Landon
- Scritto da: Kenneth Hunter

### Trama
Laura ed Albert fantasticano di comprare i regali di Natale vendendo il proprio miele a Nels Oleson, dopo essersi accordati per l'acquisto a 30 centesimi al chilo. Nel frattempo, Adam vince il premio per educatori "Louis Braille", ma pensa di non riuscire a ritiralo perché non ha abbastanza soldi per il viaggio. Laura e Albert decidono di sacrificare il ricavato della vendita del miele per coprire la maggior parte del costo del biglietto, ma purtroppo il signor Oleson è fuori città e Harriet tenta di truffare i bambini offrendo loro solo 15 centesimi al chilo! Tuttavia, Albert le offre abilmente anche l'alveare pur di avere l'intero importo promesso, e lei accetta non sapendo che l'ora stabilita per il ritiro è quella di maggior operosità per le api...
Lo scenario cambia rapidamente passando dai toni leggeri della commedia alla tragedia che coinvolge Adam e Mary, la cui carrozza si ribalta a causa di una ruota difettosa. Il conducente muore sul colpo e Mary resta l'unica in grado di chiedere aiuto, dal momento che Adam ha le gambe bloccate e l'altra passeggera della diligenza è incinta e in procinto di andare in travaglio. Charles arriverà appena in tempo per sventare una disgrazia ancora più grande.
- Guest Star: Leslie Landon (Marge), Ketty Lester (Hester-Sue), James Jeter (Hans Dorfler), Ruth Foster (Sig.ra Foster)

## La donna cannone
- Titolo originale: Annabelle
- Diretto da: William F. Claxton
- Scritto da: Del Reisman

### Trama
Arriva in paese un circo e si scopre che la donna cannone, schernita da molti, è la sorella del signor Oleson.
- Guest Star: Ken Berry (London), Harriet Gibson (Annabelle), Billy Barty (Owen), Wendy Schaal (Christie Norton)

## Una dolce compagna
- Titolo originale: The Preacher Takes a Wife
- Diretto da: Maury Dexter
- Scritto da: John T. Dugan (soggetto); Blanche Hanalis (sceneggiatura)

### Trama
La vedova Craig si innamora del reverendo Alden e i due pensano di sposarsi, ma la signora Oleson invia un telegramma al sinodo per denunciare la scarsa moralità del sacerdote. In realtà le motivazioni di Harriet sono molto personali e riguardano il suo passato; ad avvisare ed aiutare il reverendo arriva proprio una vecchia fiamma di Harriett, Dean Harmon, che rinunciò a lei per seguire l'amore verso la Chiesa. 
- Guest Star: William Schallert (Dean Harmon), Iris Korn (Anna), Jon Lormer (Sig. Tyler)

## Il sogno di Albert
- Titolo originale: The Halloween Dream
- Diretto da: Michael Landon
- Scritto da: Michael Landon

### Trama
Laura e Albert si travestono da indiani per halloween, ma Caroline li costringe a fare un sonnellino pomeridiano prima di farli andare alla festa in paese. Albert sogna di incontrare una tribù che prepara una battaglia e di essere scambiato per il figlio di "Toro che corre", un vero capo indiano, mentre Laura è sempre al suo fianco e viene chiamata "guerriero Idiota".
- Guest Star: Philip Carey (comandante Kaiser), Frank De Kova (Capo Kilowatt), Henry K.Bal (Capo Volpe Astuta)

## L'amicizia può fare miracoli
- Titolo originale: The Return of Mr. Edwards
- Diretto da: Michael Landon
- Scritto da: Arthur Heinemann

### Trama
Il signor Edwards, lontano da molti anni da Walnut Grove, fa il taglialegna. Per salvare la figlia Alicia dalla caduta di un albero, rimane ferito ad una gamba. L'immobilità a letto lo fa sentire un peso per la moglie che non riesce a farlo reagire. Grace decide allora di scrivere a Charles per chiedergli aiuto. L'amico parte assieme a Laura che sa di avere un forte ascendente su Isaiah.
- Guest Star: Victor French (Isaiah Edwards), Bonnie Bartlett (Grace Edwards), Kyle Richards (Alicia Edwards)

## Il re è morto
- Titolo originale: The King Is Dead
- Diretto da: Michael Landon
- Scritto da: Michael Landon

### Trama
Jonathan Garvey viene assoldato come lottatore dopo aver sconfitto in una rissa l'ex-campione Milo Stavroupolis, ma non sa che è tutto organizzato dal signor Hart che vuole fargli vincere solo il primo incontro per raccogliere più scommesse su di lui. Milo è pagato per perdere e da anni ha accettato questo ruolo per poter pagare le spese mediche alla moglie. Una lettera cambierà le sorti di entrambi.
- Guest Star: Ray Walston (Jimmy Hart),  Leo Gordon (Milo Stavroupolis), Jennifer Rhodes (infermiera)

## Gli anni della piccola casa
- Titolo originale: The Little House Years
- Diretto da: Michael Landon
- Scritto da: Michael Landon

### Trama
In questo speciale di tre ore, gli Ingalls trascorrono il giorno del ringraziamento ricordando gli anni passati a Walnut Grove (con varie clip tratte da episodi delle prime tre stagioni). Laura racconta le seguenti storie:
L'arrivo a Plum Creek (tratto dall'ep.1x01), La grandinata (tratto dall'ep.1x03), Un sogno in frantumi (tratto dall'ep.2x10), Il rimorso di Laura (tratto dagli ep.1x13-14), Bunny (tratto dall'ep.3x02), La gara (tratto dall'ep.3x03), Un giorno di primavera (tratto dagli ep.3x06-07).
La storia si conclude passando dal primo piano di Laura ad un semaforo che fa capire allo spettatore di essere stato catapultato ai giorni nostri, dove una bambina attraversa la strada ed entra in una biblioteca in cui prende un libro dallo scaffale e si siede contenta per leggerlo: è "Little house on the prairie" di Laura Ingalls Wilder.
- Guest Star: Ernest Borgnine (Jonathan), Walter Brooke (Sandler), Victor French (Isaiah Edwards), Arthur Hill (Lansford Ingalls), Richard Hurst (Jacob Jacobsen), Don Knight (Jack Peters), Jan Sterling (Laura Colby Ingalls)

## Il guaritore
- Titolo originale: The Faith Healer
- Diretto da: Maury Dexter
- Scritto da: Don Balluck

### Trama
Su invito della signora Oleson, arriva a Walnut Grove un predicatore che inscena delle guarigioni miracolose. In seguito sarà smascherato da Charles che, trovandosi per lavoro in un'altra città, è spettatore dello stesso teatrino delle guarigioni con le stesse comparse. Il danno però è già stato fatto dal "guaritore", che a Walnut Grove aveva convinto il padre di un ragazzo sofferente per un'appendicite a non operarlo.
- Guest Star: James Olson (reverendo Danforth), Tom Rosqui (Matthew)

## Ricordi del nonno
- Titolo originale: Author! Author!
- Diretto da: William F. Claxton
- Scritto da: Carole Raschella e Michael Raschella

### Trama
I genitori di Caroline stanno per farle visita, ma la madre muore sul treno e il padre cade in depressione. Sarà Albert a stimolare i suoi ricordi e a portarlo a scriverli e pubblicarli. Mary nel frattempo dà alla luce Adam Charles Jr., che chiamerà anche Holbrook per tramandare il cognome del nonno materno.
- Guest Star: Barry Sullivan (Frederick Holbrook)

## Contatti incrociati
- Titolo originale: Crossed Connections
- Diretto da: Michael Landon
- Scritto da: Don Balluck

### Trama
A Walnut Grove arriva il telefono e la signora Oleson gestisce il centralino nel retro del ristorante di Nellie. Harriet ascolta tutte le conversazioni e coi suoi pettegolezzi mette in difficoltà la famiglia Garvey. Infatti Alice viene informata dalla madre che un certo Harold è uscito di prigione e che lei non ha mai detto nulla a Jonathan. Si tratta del suo primo marito, sposato quando era poco più che una bambina ed arrestato tre settimane dopo il matrimonio per debiti di gioco. Purtroppo sarà proprio la signora Oleson a rivelare a Jonathan la verità e questi, approfittando di un viaggio di lavoro con Charles a Minneapolis, va a parlare con la suocera per conoscere i dettagli di quella storia.
- Guest Star: Royal Dano (Harold), Sam Edwards (Bill Anderson), Marie Denn (madre di Alice)

## Cuore di pietra
- Titolo originale: The Angry Heart
- Diretto da: William F. Claxton
- Scritto da: Del Reisman

### Trama
Un adolescente inquieto viene mandato a Walnut Grove a vivere con i nonni, che presto iniziano ad averne paura. Il ragazzo ruba un orologio in casa degli Ingalls e Charles, dopo averlo mandato in prigione per una notte, si offre di aiutarlo facendolo lavorare per lui per ripagare così il suo debito. Tutto sembra funzionare, finché Charles gli dà un regalo per il suo duro lavoro: si tratta di una camicia blu, che innesca orribili ricordi di violenza.
- Guest Star: Malcolm Atterbury (Brewster Davenport), Susan French (Virginia Davenport), Timothy Wead (Tod Dortmunder)

## Un allievo troppo cresciuto
- Titolo originale: The Werewolf of Walnut Grove
- Diretto da: William F. Claxton
- Scritto da: John T. Dugan

### Trama
Bart, un ragazzo di buona famiglia, è costretto dalla madre ad andare a scuola, ma essendo più grande degli altri compagni, inizia a fare il gradasso, in particolare con Albert. I suoi comportamenti metteranno in difficoltà la signorina Wilder, costringendola a lasciare l'insegnamento. Per non perdere la maestra, Albert e Laura escogitano un piano e con l'aiuto di un po' di colla e di cartapesta, fanno credere a Bart che Albert si trasformi in lupo mannaro nelle notti di luna piena. L'ingenua Carrie renderà vano il loro sforzo, ma tutti i ragazzi della scuola si coalizzeranno contro il bullo che dovrà chiedere scusa alla signorina Wilder.
- Guest Star: Sandy Ward (Bart Slater Sr.), Patricia Donahue (signora Slater), Todd Thompson (Bartholomew Slater)

## Vecchi compagni di scuola
- Titolo originale: Whatever Happened to the Class of '56?
- Diretto da: Michael Landon
- Scritto da: John T. Dugan

### Trama
In una rimpatriata coi vecchi compagni di scuola, Charles e Caroline scoprono che sono tutti diventati benestanti, ma si accorgono che i soldi non hanno portato loro la felicità.
- Guest Star: Liam Sullivan (Dillon Hyde), Lynn Benesch (Amy Sawyer), James Gallery (Arnie Cupps), Phillip Pine (Winthrop Morgan)

## Gli evasi
- Titolo originale: Darkness Is My Friend
- Diretto da: Michael Landon
- Scritto da: Vince R. Gutierrez

### Trama
La signora Oleson, Adam, Caroline ed Esther vanno in città nella speranza di ottenere fondi per la scuola dei ciechi e Laura decide di trascorrere la notte da Mary per ricordare episodi della loro infanzia. Nel frattempo tre carcerati, che devono essere trasportati da una città all'altra con il treno, riescono ad evadere ma uno di loro è ferito. Trovano rifugio nella scuola, dove entrano con la forza e minacciano le due sorelle, poi mandano Laura a cercare un medico.
A Laura non resta che andare disperata dal padre che si finge il dottore e cerca di risolvere la situazione.
- Guest Star: James McIntire (Jake), Jonathan Banks (Jed), Larry Golden (Abel)

## Una dura lezione
- Titolo originale: Silent Promises
- Diretto da: Maury Dexter
- Scritto da: Carole Raschella e Michael Raschella

### Trama
Laura diventa l'insegnante privata di Daniel, un ragazzo sordomuto a cui insegna la lingua dei segni. Il suo allievo fa notevoli progressi, anche perché è innamorato di lei: non corrisposto, in un primo momento desiste dai suoi studi, ma infine li riprende con maggiore convinzione. Albert, nel frattempo, si prodiga per costruire una nuova ed enorme cuccia per Bandito, il quale però non ne è entusiasta: comicamente, ad addormentarsi in essa sarà proprio Albert.
- Guest Star: Lou Fant (Nathan Page), Alban Branton (Daniel Page)

## La vita continua
- Titolo originale: May We Make Them Proud
- Diretto da: Michael Landon
- Scritto da: Michael Landon

### Trama
Episodio in 2 parti:
Parte 1: Questo episodio, scritto e diretto da Michael Landon, segna un punto di svolta sia per i personaggi che per la serie in generale. Durante un pic-nic organizzato alla scuola per ciechi per raccogliere fondi e poterla ingrandire, Albert e il suo amico Clay fumano una pipa di nascosto in cantina, e quando vengono sorpresi da Ester la nascondono e se ne dimenticano. Pian piano scoppia un incendio e mentre Mary e Adam portano fuori i bambini, Alice Garvey, che era rimasta con loro fino a tardi per aiutarli, si offre di prendere il piccolo Adam jr., ma viene distratta dalla voce di uno degli studenti che è rimasto intrappolato in bagno. Dopo averlo tirato fuori e portato in salvo sulle scale, tornando indietro per prendere il neonato rimane intrappolata dalle fiamme. Ester è l'unica che riesce a vederla dal giardino mentre cerca disperatamente di rompere la finestra per salvarsi.
Il giorno dopo Charles e il dottor Baker trovano la pipa che ha provocato la disgrazia e Mary, in stato di shock profondo, rifiuta di credere che il suo bambino non c'è più. Viene ospitata nell'albergo di Nellie, dove continua a rifiutare la realtà e si ferisce i polsi rompendo i vetri della finestra. Intanto i bambini ciechi vengono rimandati dalle rispettive famiglie. Albert sente il padre parlare della pipa e capisce di essere il colpevole di tutto. Jonathan Garvey inizia a bere alcolici, dando la colpa a Dio per la morte della moglie. Adam, dopo aver telefonato al padre, decide di andare a New York, per cercare una nuova sistemazione per lui e Mary, che non accetta la realtà e non parla più, ma continua a cantare la musica del carillon che faceva ascoltare ad Adam jr. per farlo addormentare.
Parte 2: Albert compra a Mary un carillon uguale a quello bruciato, ma fugge dopo che la sorella ascolta la musica e inizia a urlare. Il ragazzo decide di raggiungere la casa del suo padre biologico, ma scopre che è morto vedendo nell'orto una tomba con la scritta "J. Quinn". Charles e Jonathan riescono a rintracciarlo e il signor Garvey lo convince che non è stata colpa sua. Alla fine, Adam torna annunciando che suo padre ha deciso di finanziare la ricostruzione della scuola per ciechi e che ha donato una targa che recita: "Alice Garvey e Adam Kendall Jr. scuola per ciechi".
- Guest Star: John Zaremba (giudice Adams), Noni White (segretaria del giudice), Bill Calvert (Clay Mays)

## Finalmente a casa
- Titolo originale: Wilder and Wilder
- Diretto da: Maury Dexter
- Scritto da: John T. Dugan

### Trama
Il fratello minore di Almanzo, Perley Day, arriva a Walnut Grove e Charles spera che i sentimenti di Laura possano spostarsi da un fratello all'altro, ritenendolo più vicino a lei per età. Nessuno sa che Perley Day in realtà è un perdigiorno, a cui piace scommettere senza tener conto degli altri. Albert, nel frattempo, si innamora di Penelope, una nuova arrivata a scuola, la quale è pero attratta da Andy, e ciò in un primo momento porta i due a litigare.
- Guest Star: Charles Bloom (Perley Day Wilder)

## La seconda primavera
- Titolo originale: Second Spring
- Diretto da: William F. Claxton
- Scritto da: John T. Dugan

### Trama
Nels ne ha abbastanza della sua travagliata vita familiare e inizia a vendere le merci per strada, viaggiando con un carretto. In una piccola città incontra una bellissima donna irlandese di nome Molly. I due iniziano una grande amicizia e scoprono di avere sentimenti l'uno per l'altra. Nels si ritrova a combattere la tentazione dell'infedeltà, in particolare dopo che Charles lo vede baciare Molly. Alla fine, Nels le confessa di essere sposato dicendole che non possono vedersi più, e decidendo di tornare a casa dalla moglie.
- Guest Star: Suzanne Rogers (Molly Reardon), Tom Clancy (Dan Reardon)

## I dolci 16 anni
- Titolo originale: Sweet Sixteen
- Diretto da: Michael Landon
- Scritto da: John T. Dugan

### Trama
Mancano un paio di settimane al sedicesimo compleanno di Laura quando il sovrintendente del distretto scolastico va a Walnut Grove alla ricerca di qualcuno che possa sostituire una maestra di un'altra scuola che si è rotta una gamba, e la signorina Wilder propone proprio Laura, che passa l'esame per diventare insegnante e ottenere la supplenza. Per recarsi nel paese del suo primo lavoro viene accompagnata da Almanzo che, quando torna a prenderla per il fine settimana, la trova improvvisamente cresciuta ed inizia a guardarla con occhi diversi. Laura riceve da lui un invito per un ballo che si terrà il venerdì sera da Nellie, proprio nel giorno del suo sedicesimo compleanno, ma preferisce non rispondere subito. Almanzo non riesce a rimanere in sospeso e, confidandosi con la sorella, fa chiarezza nei suoi sentimenti. Decide di raggiungere Laura a scuola, ma fraintende l'atteggiamento di uno degli studenti e lo colpisce con un pugno. Laura si infuria con lui che va a parlare con Charles per rivelargli l'accaduto e per chiedergli di andare a prendere la figlia al posto suo. Charles le farà capire che quel gesto è stato provocato dalla gelosia e che quindi Almanzo prova qualcosa per lei. Alla fine i due innamorati si incontreranno al ballo e si baceranno per la prima volta.
- Guest Star: Lucille Benson (Miss Trimble), Parley Baer (Mr. Williams), Tim Maier (Chad Brewster)

## Amarsi non è facile
- Titolo originale: He Loves Me, He Loves Me Not
- Diretto da: 	Michael Landon
- Scritto da: 	Michael Landon

### Trama
Episodio in 2 parti:
Parte 1: Almanzo propone a Laura di sposarlo, ma la giovane età di lei è messa in discussione da Charles, che chiede loro di aspettare due anni. Almanzo si infuria e comunica a Laura di voler lasciare Walnut Grove, ma lei rifiuta di andare con lui. Nel frattempo, nel tentativo di migliorare il business al ristorante, gli Oleson assumono Percival Dalton, tuttavia il ragazzo non sembra fare molti progressi a causa del rifiuto di Nellie di imparare il mestiere dell'ospitalità. Solo quando Percival le rovescia sulla testa una ciotola di uova e nel bel mezzo del litigio le dice di essere carina, Nellie inizia ad ammorbidirsi e cooperare. Nel frattempo ad Adam viene comunicato che il padre è morto all'improvviso lasciando il suo studio legale pieno di debiti. Sapendo di non poter più contare sui suoi soldi per ricostruire la scuola per ciechi, Laura gli consiglia di cercare un vecchio edificio dismesso da affittare. È proprio lei a trovarlo a Sleepy Eye, ma mancano i soldi necessari per la caparra, finché Nels, su consiglio di Percival, propone a Caroline di lavorare di più dividendo a metà i guadagni e dando il suo nome al ristorante per attirare maggiore clientela. Laura confida alla madre di essere in crisi per l'abbandono di Almanzo e Caroline le propone di andare per due settimane a Sleepy Eye per aiutare Adam e Mary, in modo da non pensarci. In realtà Eliza Jane le ha confidato che il fratello si trova proprio lì e che le ha chiesto di non dirlo alla ragazza.
Parte 2: Laura incontra Almanzo che è ancora arrabbiato per la sua decisione di non andare contro il volere del padre ma, quando scopre che lei ha problemi a pagare tutta la somma dell'affitto della scuola per ciechi, svolge un secondo lavoro presso il Sig. Crowley per permetterle di pagare al Sig. Pims la cifra mancante, senza farle sapere niente. Purtroppo un giorno, mentre sta lavorando, Laura lo vede con una ragazza del saloon e crede che lui abbia una nuova fidanzata. Poco dopo, Almanzo non regge al troppo lavoro e si ammala di polmonite. Charles scopre la verità e la dice a Laura che va a prendersi cura di lui. Nel frattempo, con l'aiuto di Percival, Nellie diventa brava in cucina e garbata con i clienti, ma quando lui le dice che sta per partire perché il suo compito è finito, lei gli dichiara di amarlo. I due si sposano il giorno dopo e la signora Oleson accetta perfino il fatto che lui sia ebreo pur di vedere felice la figlia. Dopo la cerimonia, Charles si avvicina a Laura e Almanzo dicendo che potranno attendere solo un anno prima di sposarsi, anziché due.
- Guest Star: Dub Taylor (Houston), Steve Tracy (Percival Dalton), Alvy Moore (Sig. Crowley), Robert Wexler (Sig. Pims), Nancy Grahn (ragazza del saloon)